# Friederike
Friederike är en operett i tre akter av Franz Lehár med text av Ludwig Herzer och Fritz Löhner-Beda. Lehár kallade verket för ett sångspel. Operetten hade premiär den 4 oktober 1928 på Metropol-Theater i Berlin.

## Historia
Friederike handlar om en episod i Goethes ungdom då han var förälskad i prästdottern Friederike Brion. Det hade riktats en ganska häftig kritik mot tilltaget att placera den tyska nationalskalden Goethe på scenen som huvudperson i en Lehár-operett och det saknades inte högljutt kritiska röster också efter premiären. Verket ger emellertid en poetisk och taktfull skildring av Goethes ungdomsupplevelse. Operetten blev därför mottagen med stor begeistring då den uruppfördes i Berlin 4 oktober 1928 med Richard Tauber i huvudrollen som Goethe. Operetten var det tredje verket av Lehár som byggde på en historisk verklighet.

## Personer
- Friederike Brion (Sopran)
- Johann Wolfgang Goethe (Tenor)
- Salomea Brion (Subrett)
- Lenz (Tenor)
- Karl August, Storhertig av Sachsen-Weimar (Talroll)
- Johann Jakob Brion, Kyrkoherde i Sesenheim (Talroll)
- Magdalena, hans hustru (Mezzosopran)
- Studenterna Weyland, Lenz, Lerse, Stilling och Engelbach
- Hauptmann von Knebel
- Madame Schöll

## Handling
Titelfiguren är Friederike Brion, Goethes ungdomskärlek från prästgården i Sesenheim, där första och tredje akterna utspelas. Konflikten uppstår i andra akten, där Goethe ställs inför ett svårt avgörande. Han står just i begrepp att förlova sig med Friederike, när han genom ett sändebud från storhertigen av Weimar får ett smickrande erbjudande. Storhertigen har läst hans dikter och ber honom komma till Weimar för att under hans beskydd utveckla sin stora diktarbegåvning. Men storhertigen tror inte att en diktare som ständigt är omgiven av hustru och barn ska kunna ägna sig helt och fullt åt sin skapande gärning. Villkoret är därför att Goethe kommer ensam. Han är färdig att avstå från det förnämliga erbjudandet för Friederikes skull, men hon inser vilken enastående chans som kommit i hans väg och när ingenting annat hjälper inleder hon en flirt med en annan man och gör allt för att få Goethe att tro, att hon är en flyktig natur. Till slut säger han ja till storhertigens sändebud och lämnar Friederike, som återvänder till prästgården, där hon under resten av sitt liv lever på minnet av sin ungdoms stora kärlek. I tredje akten åtta år senare möter hon Goethe en sista gång. Ett kort och vemodigt möte på den plats där den stora skalden en gång diktat sin berömda dikt Heidenröslein.

## Mottagande

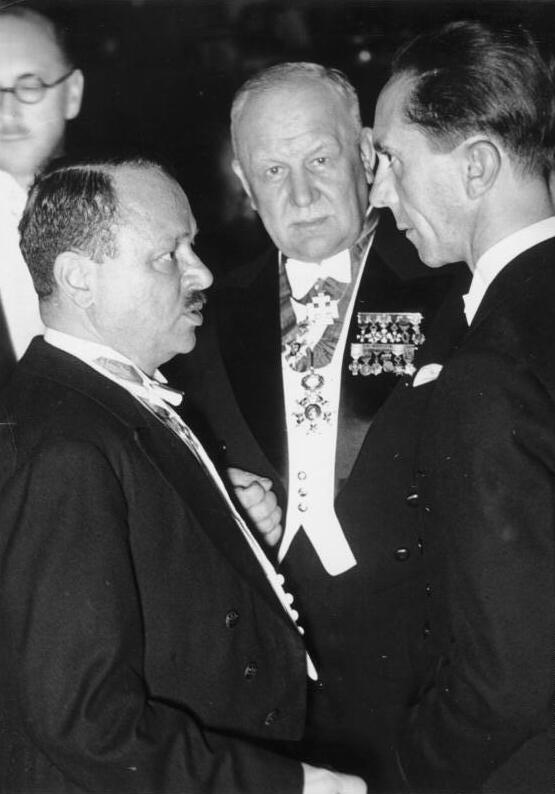
Lehár i mitten och Goebbels till höger, 1936.

Friederike tillhör Lehárs sena skapelseperiod, som började 1925 med Paganini. Betecknande för dessa verk är frånvaron av lyckliga slut, en dramatisk musik som i Lehárs tidiga verk, samt ett nära samarbete med tenoren Richard Tauber. Operetten fick god kritik och mottogs väl av publiken. Nazistpartiet, som redan från början opponerat sig mot verket, förbjöd vidare uppföranden av Friederike efter sitt maktövertagande 1933 och från 1938 även i Österrike. Förbudet berodde inte minst på att librettisterna var judar. Lehár försökte förgäves få förbudet upphävt hos propagandaminister Joseph Goebbels. Efter andra världskriget spelades åter operetten. Därefter föll verket mer och mer i glömska. I dag uppförs operetten som helhet nästan aldrig. Enstaka sånger framförs fortfarande på konserter.

## Musiknummer
- Förspel (Orkester)
- Akt I
- Gott gab einen schönen Tag (Sång: Friederike)
- Kleine Blumen, kleine Blätter (Sång: Friederike)
- Mit Mädchen sich vertragen (Studentkör och Salomea)
- Die Mädels sind zum Küssen da (Studentkör och Salomea)
- O wie schön, wie wunderschön (Valssång: Goethe)
- Blicke ich auf deine Hände (Duett: Goethe - Friederike)
- Lämmchen brav, Lämmchen klein (Sång: Lenz)
- Sah ein Knab ein Röslein stehen (Sång: Goethe) Heidenröslein
- Final I: Zum Wein, zur guten stunde
- Akt II
- Menuett (Orkester)
- Elsässer Kind (Ländler: Salomea - Lenz)
- Lieber Doktor, lieber Doktor! (Liselotte, Hortense, Dorothée, Goethe)
- All mein Fühlen, all mein Sehnen (Duett: Friederike - Goethe)
- O Mädchen mein Mädchen (Sång: Goethe)
- Warum hast du mich wachgeküsst (Sång: Friederike)
- Final II: Bist du denn noch mein Riekchen?
- Akt III
- Mellanspel (Orkester)
- Heute tanzen wir den Pfälzertanz (Duett: Salomea - Lenz)
- Rheinländer (Orkester)
- Ein Herz wie Gold so rein (Sång: Goethe)
- Final III: Ich vergesse dich nie (Goethe)